# Calcutta ATP Challenger Tour
Il Calcutta ATP Challenger Tour, noto come Emami Kolkata Open ATP Challenger Tour e in precedenza State Bank of India ATP Challenger Tour per ragioni di sponsorizzazione, è stato un torneo professionistico maschile di tennis facente parte dell'ATP Challenger Tour. Si sono giocate le sole edizioni del 2014 e 2015, svoltesi sui campi in cemento del Bengal Tennis Association Stadium a Calcutta, in India.

## Albo d'oro

### Singolare
| Anno | Campione       | Finalista       | Punteggio   |
| ---- | -------------- | --------------- | ----------- |
| 2015 | Radu Albot     | James Duckworth | 7–6(0), 6–1 |
| 2014 | Ilija Bozoljac | Evgenij Donskoj | 6–1, 6–1    |

### Doppio
| Anno | Campioni                               | Finalisti                    | Punteggio        |
| ---- | -------------------------------------- | ---------------------------- | ---------------- |
| 2015 | Somdev Devvarman Jeevan Nedunchezhiyan | James Duckworth Luke Saville | Walkover         |
| 2014 | Saketh Myneni Sanam Singh              | Divij Sharan Vishnu Vardhan  | 6–3, 3–6, [10–4] |